# Utrechts HOV-netwerk
Het Utrechts HOV-netwerk is een voltooid netwerk van volledig vrije hoogwaardig openbaar vervoer-assen in en rondom de gemeente Utrecht. Het is bedoeld om de verschillende kernen in de Utrechtse agglomeratie snel met elkaar te verbinden, en files te vermijden. Het netwerk bestaat uit vijf assen, waarvan drie uitgevoerd als vrije busbaan en twee als sneltram. Qbuzz is verantwoordelijk voor de exploitatie van het netwerk. De vrije busbanen zijn zo gemaakt dat ze eventueel later nog kunnen worden verbouwd tot trambaan.

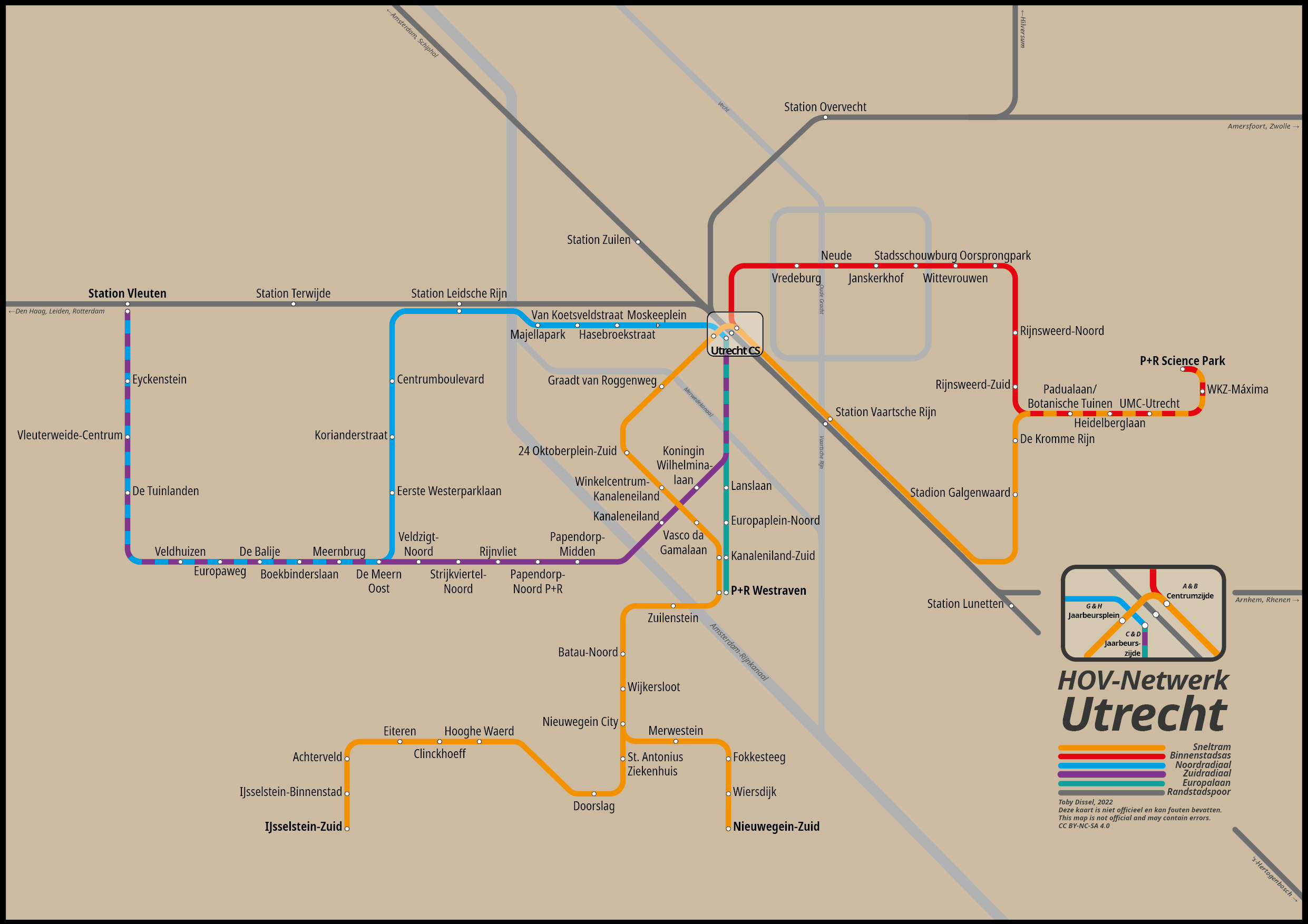
De HOV-lijnen van Utrecht, inclusief de Utrechtse sneltram en het randstadspoor die geen deel uitmaken van het HOV-netwerk.

## HOV-assen

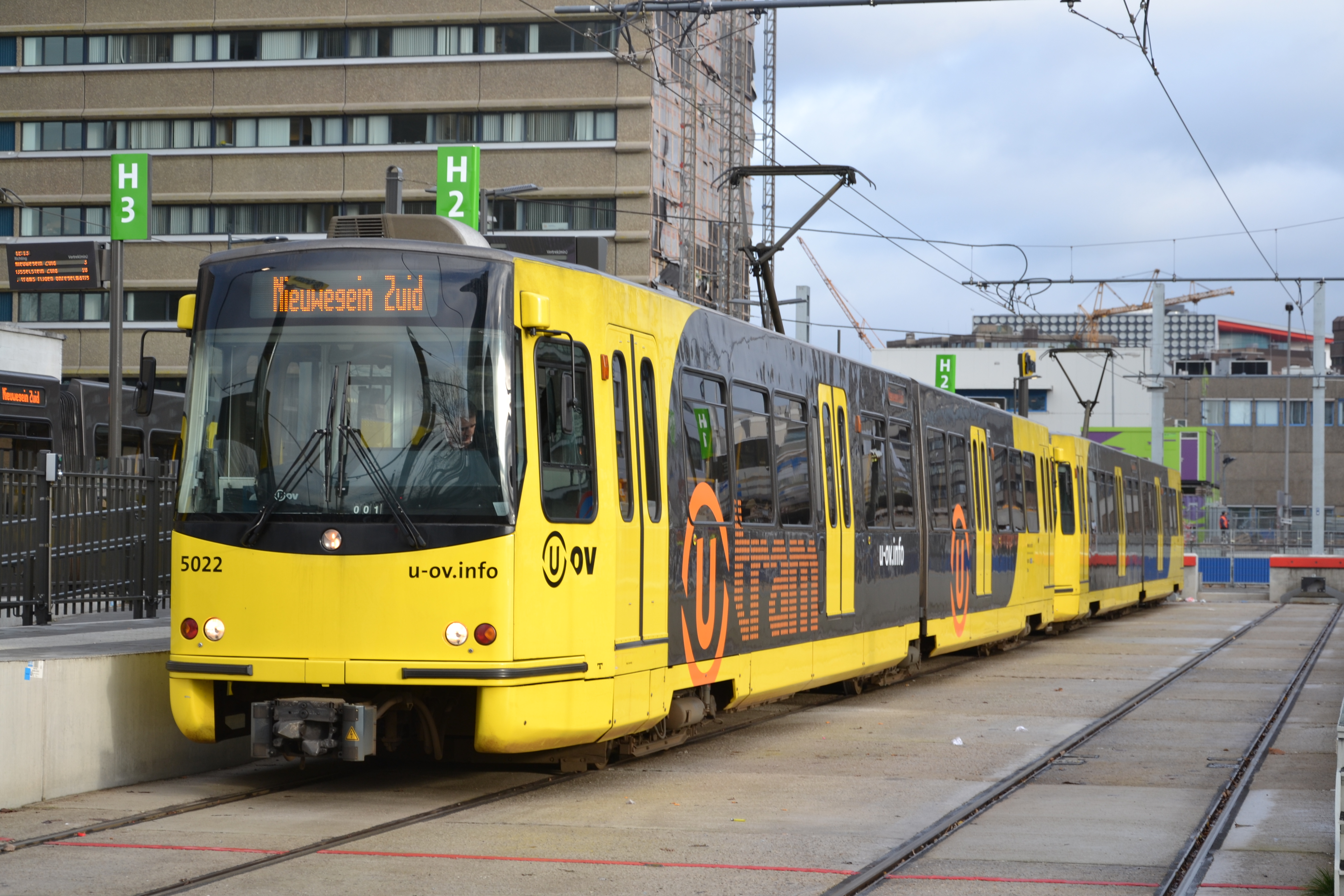
Een Utrechtse sneltram in U-OV huisstijl op het Jaarbeursplein op Utrecht Centraal.

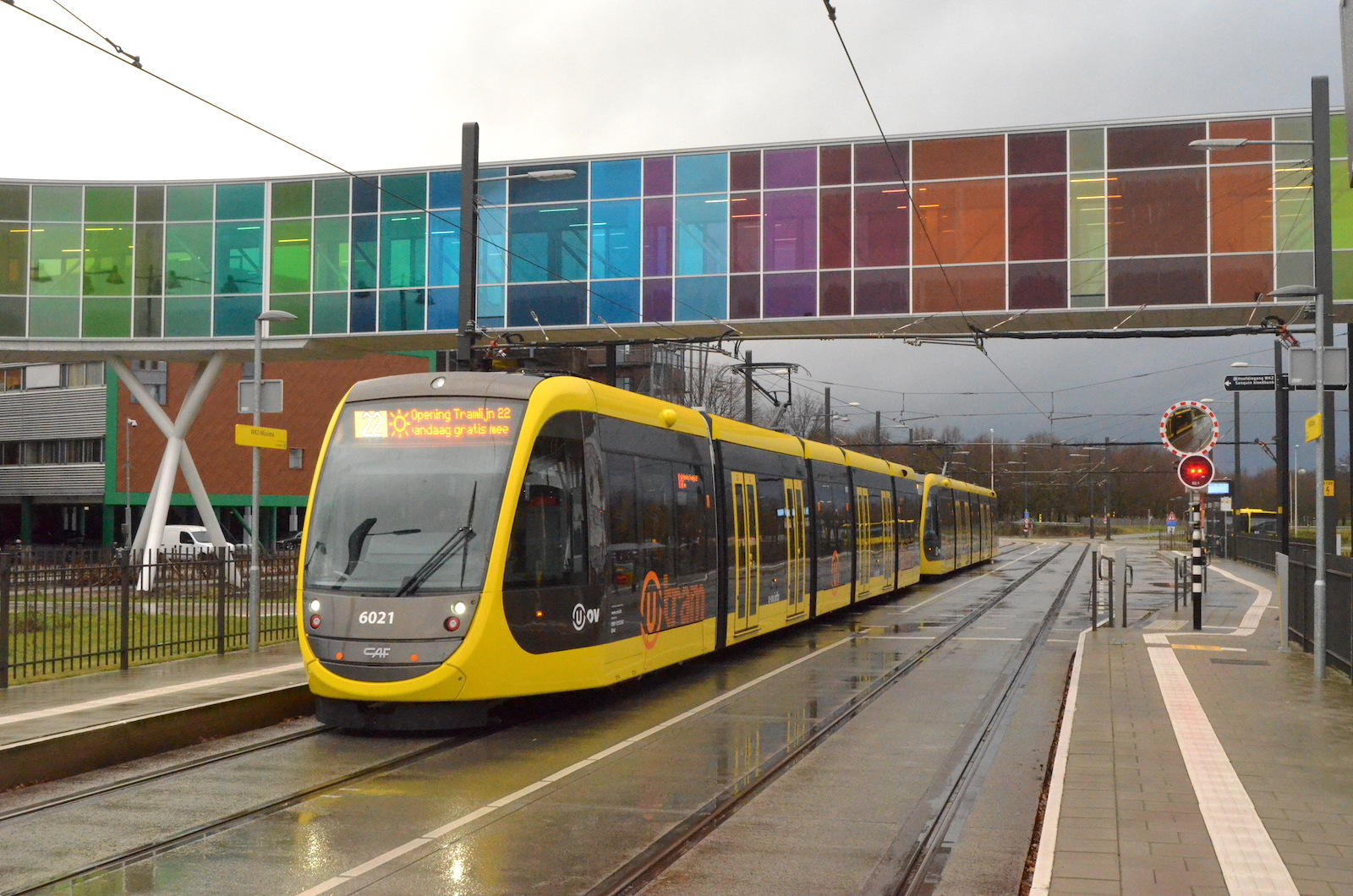
Tramstel 6021 van de Uithoflijn op de halte WKZ / Maxima, op de openingsdag; 14 december 2019.

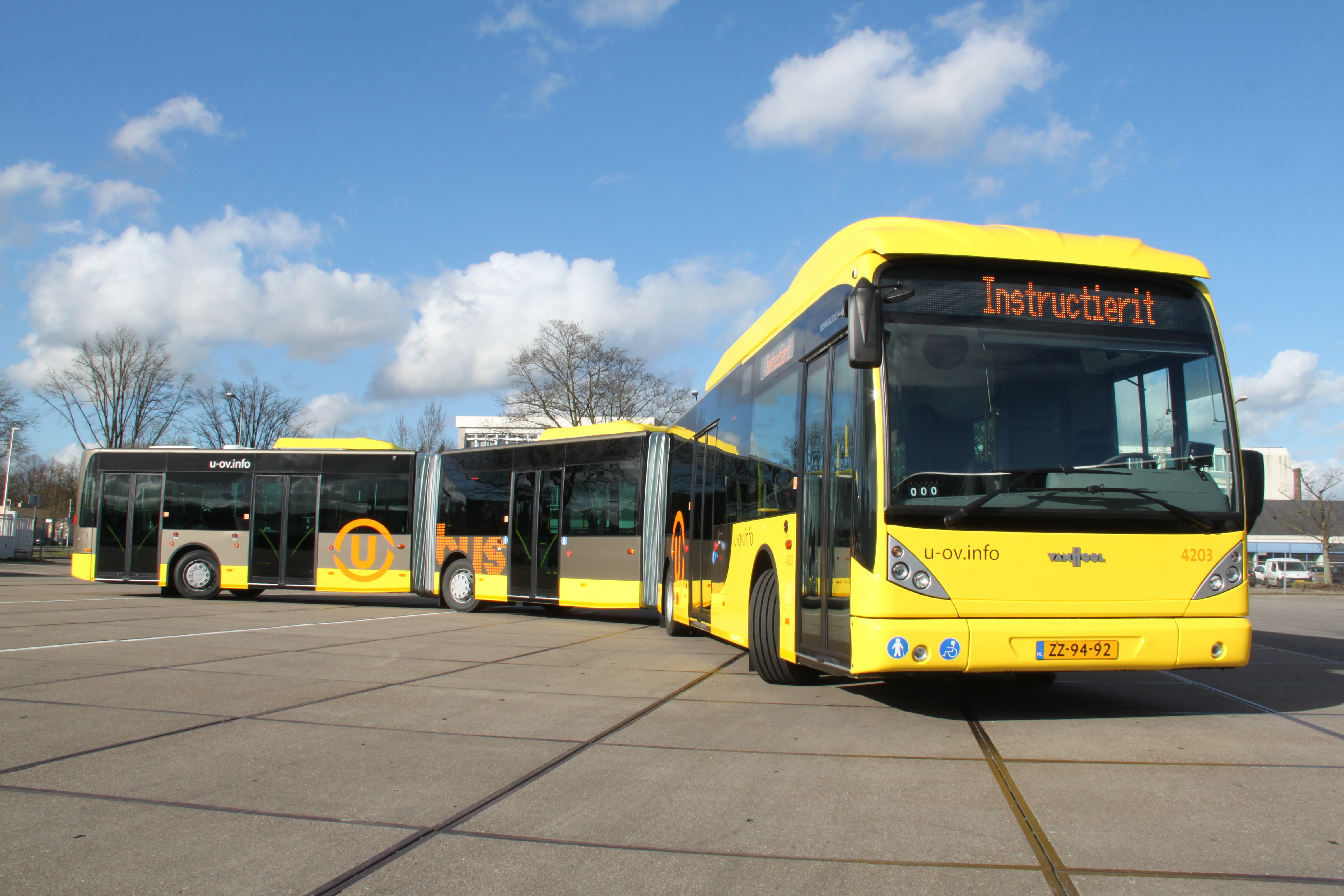
Een Utrechtse dubbelgelede bus (4203) in U-OV huisstijl op de Europalaan te Utrecht.

### Sneltram
De Sneltram Utrecht – Nieuwegein / IJsselstein verbindt Nieuwegein, IJsselstein en de Utrechtse wijk Kanaleneiland met het Centraal Station. De in 1983 aangelegde lijn valt buiten de definitie van het HOV-netwerk.

### Uithoflijn
De Uithoflijn (voorheen HOV Om de Zuid) is een tramlijn van Utrecht Centraal naar Utrecht Science Park, via Stadion Galgenwaard (geopend 14 december 2019). Met slechts enkele haltes werd een snelle verbinding beoogd naar De Uithof, maar op het Science Park zelf is de snelheid aangepast aan het busverkeer op de gemeenschappelijke baan. Buslijn 12 (voorheen ook buslijn 12s), die tot en met 13 december 2019 de belangrijkste route Utrecht Centraal – Stadion Galgenwaard – Science Park reed, vervoerde dagelijks zo'n 25.000 reizigers.

### Binnenstadsas
De voltooide Binnenstadsas loopt van Utrecht Centraal naar Utrecht Science Park, maar dan via de binnenstad en zakencentrum Rijnsweerd. Voor de volledige route van het Centraal Station naar Science is tramlijn 22 (de Uithoflijn) sneller. U-link 28 neemt de gehele route via de Binnenstadsas voor zijn rekening.

### Noordradiaal
De in 2019 voltooide Noordradiaal loopt van het Station Utrecht Centraal via de wijk Leidsche Rijn naar station Vleuten. Na de brug over de rivier de Leidse Rijn komt hij samen met de Zuidradiaal, waarna deze gezamenlijk naar station Vleuten lopen. De Noordradiaal wordt in zijn geheel gereden door U-link 28.

### Zuidradiaal
De in 2020 voltooide Zuidradiaal loopt ook van station Utrecht Centraal naar station Vleuten, maar dan via Kanaleneiland en Papendorp. Vlak voor het bereiken van de Leidse Rijn komt deze dan samen met de Noordradiaal en lopen ze gezamenlijk door naar station Vleuten. Er is geen enkele lijn die deze radiaal in zijn geheel rijdt. Buslijn 102 van Syntus Utrecht naar Harmelen gebruikt de baan voor het langste deel. Andere buslijnen gebruiken kortere stukken van de radiaal.

## Overige busbanen
De meeste busbanen vallen onder het Utrechts HOV-netwerk. Los daarvan heeft Utrecht nog andere, al dan niet vrije, busbanen.

### Dichtersbaan
De Dichtersbaan (werknaam busbaan Kruisvaart) loopt tussen het Centraal Station en de Vondellaan. De baan loopt vlak ten westen langs het spoor en ten oosten van de Dichterswijk. Deze vrije busbaan is een vervanging van de Adama van Scheltemabaan die aan de oostelijke kant van het spoor liep maar nu is verbouwd tot trambaan voor de Uithoflijn. De Dichtersbaan moet niet verward worden met de "Busbaan Dichterswijk" die ten noorden van de Dichterwijk loopt en onderdeel uitmaakt van de Zuidradiaal.

### Papendorp
Een vrije HOV-busbaan over het zuidelijke deel van de Orteliuslaan vanaf het Taatsenplein in Papendorp richting de oprit van de Rijksweg 12. De busbaan is onderdeel van de ‘Westtangent’: een buslijn van Nieuwegein naar Papendorp en die daarna via Leidsche Rijn Centrum naar Maarssen gaat. Na de Orteliuslaan worden richting het zuiden, naar Nieuwegein, bustroken gebruikt. Dit stuk busbaan sluit aan, en staat in één lijn met de Zuidradiaal in Papendorp die een HOV-baan heeft op het noordelijke deel van de Orteliuslaan. 

### Europalaan
De Europalaan is een lange invals- en uitvalsroute voor het verkeer tussen de A12 en het centrum van Utrecht en wordt veel gebruikt door bussen die Nieuwegein als bestemming of startpunt hebben. Op het noordelijke deel van de Europalaan hebben bussen in beide richtingen hun eigen rijstroken. In 2023 wordt dit traject aangepast waarbij de busbaan volledig vrij komt te liggen. Dit is vergelijkbaar met het traject van de Noordradiaal ter hoogte van de Vleutenseweg. Op het zuidelijke deel van de Europalaan hebben de bussen vanuit Nieuwegein die Utrecht inrijden hun eigen rijbaan. De bussen die Utrecht uitrijden hebben op dat deel van die laan geen eigen rijbaan of rijstrook, maar dit wordt in 2025 aangepast zodat dit wel mogelijk wordt. 

### Biltsestraatweg – Utrechtseweg
Op de provinciale wegen tussen de Berekuil aan de Stadsring Utrecht en de westrand van Zeist hebben bussen grotendeels eigen rijstroken en zijn de verkeerslichten op de bussen afgesteld. Het gaat om de Biltsestraatweg en de Utrechtseweg. Bij de Berekuil sluit de Biltsestraatweg aan op de HOV-busbaan de Binnenstadsas. Bussen kunnen hierdoor tussen het centrum van Utrecht en de westrand van Zeist, ook tijdens de spits, grotendeels filevrij rijden. Op de Utrechtseweg loopt deze baan op het grondgebied van gemeente De Bilt.